# 野木善三郎
野木 善三郎（のぎ ぜんざぶろう、1861年8月2日（文久元年6月26日） - 1918年（大正7年）3月28日）は日本の政治家、公証人。衆議院議員（2期、憲政本党）。

## 略歴
1861年（文久元年）6月、陸奥国西白河郡滑津村（現中島村）にて生まれる。1878年（明治11年）に福島県師範学校（福島大学の前身校の一つ）を卒業する。小学校の教員として勤めたのち、東京法学校(現・法政大学)に学び、公証人となる。戸長、学務委員、福島県会議員などを経て、1903年（明治36年）に第8回衆議院議員総選挙に出馬し、当選する（連続2期当選）。また、農業を営み、福島新聞社主を務めた。

## 著書
- 『公正証書嘱託人心得』共著（1890）
- 『公正証書嘱託人の必携』（1894）